# Del Amitri
 (juillet 2021).
Si vous disposez d'ouvrages ou d'articles de référence ou si vous connaissez des sites web de qualité traitant du thème abordé ici, merci de compléter l'article en donnant les références utiles à sa vérifiabilité et en les liant à la section « Notes et références ».

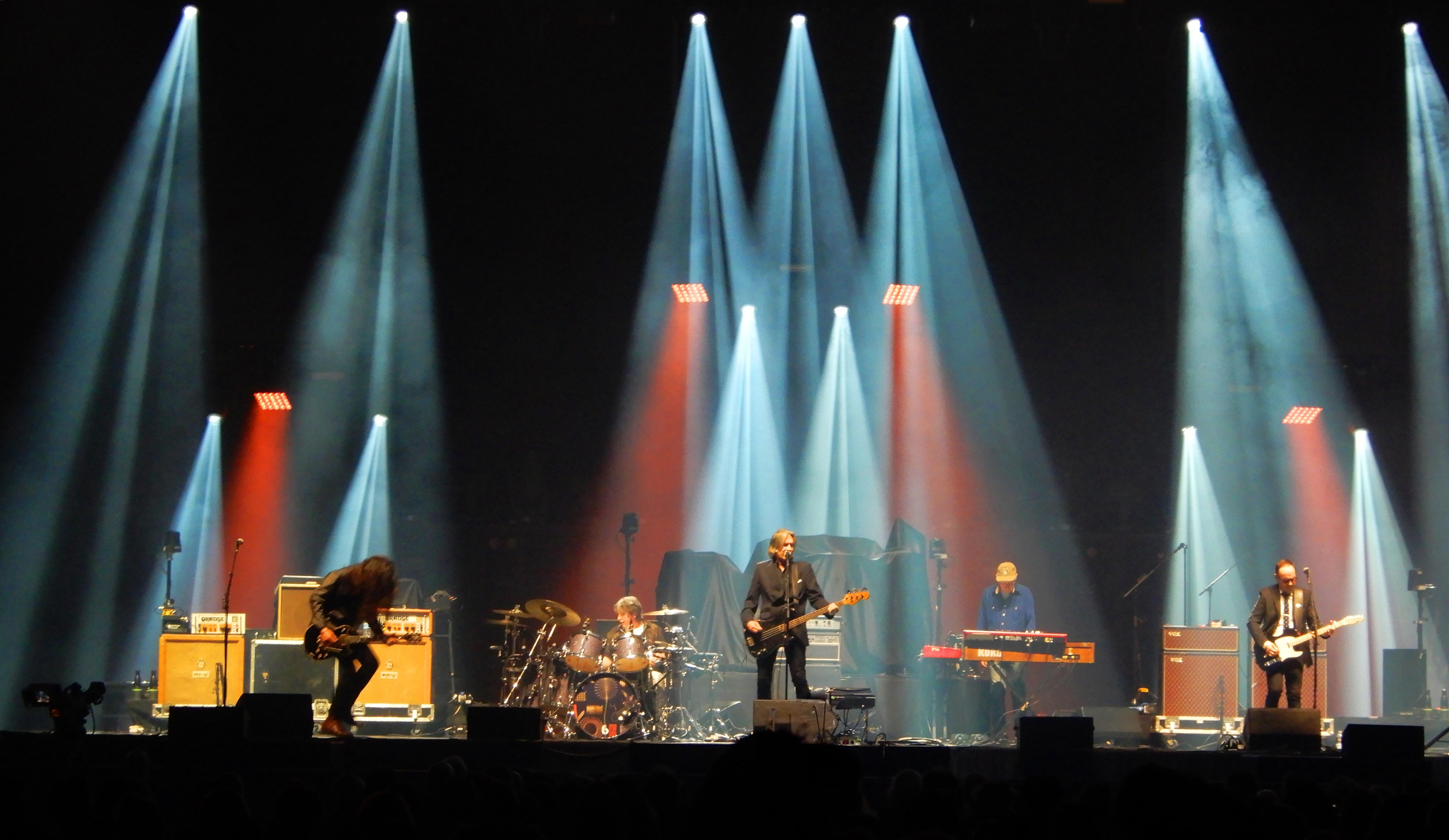
Del Amitri au Zénith de Nantes le 16 avril 2024.

Del Amitri est un groupe de rock écossais formé en 1980 par le chanteur et bassiste Justin Currie sous le nom de Del Amitri Rialzo. Le nom simplifié de Del Amitri est adopté trois ans plus tard après des changements de personnel, notamment l'arrivée du guitariste Iain Harvie, compositeur, avec Justin Currie, de la majorité des chansons.
Le groupe s'est séparé en 2002 et reformé en 2013.
Del Amitri connaît le succès à partir de 1989 avec son deuxième album Waking Hours, notamment au Royaume-Uni. Le groupe se fait connaître aux États-Unis grâce à des tubes comme Kiss This Thing Goodbye, Always The Last to Know ou Roll to Me qui atteint la 10e place du Billboard Hot 100 en 1995.

## Composition du groupe

### Formation actuelle
- Justin Currie : chant, basse (1980-2002, depuis 2013)
- Iain Harvie : guitare, chant (1982-2002, depuis 2013)
- Andy Alston : claviers (1989-2002), depuis 2013)
- Ashley Soan : batterie (1994-1997, depuis 2013)
- Kris Dollimore : guitare (1997-2002, depuis 2013)

### Anciens membres
- Donald Bentley : guitare (1980-1982)
- James Scobbie : guitare (1980-1982)
- Paul Tyagi : batterie (1981-1989)
- Bryan Tolland : guitare (1982-1987)
- Mick Slaven : guitare (1987-1989)
- Brian McDermott : batterie (1989-1994)
- David Cummings : guitare (1989-1995)
- John McLoughlin : guitare (1995-1997)
- Mark Price : batterie (1997-2002)

## Discographie

### Albums studio
- 1985 - Del Amitri
- 1989 - Waking Hours
- 1992 - Change Everything
- 1995 - Twisted
- 1997 - Some Other Sucker's Parade
- 2002 - Can You Do Me Good?
- 2021 - Fatal Mistakes

### Album live
- 2014 - Into the Mirror : Del Amitri Live in Concert (double CD)

### Compilations
- 1998 - Hatful of Rain : The Best of Del Amitri
- 1998 - Lousy With Love : The B-Sides
- 2022 - Fatal Mistakes: Outtakes & B-Sides

### Singles
- 1989 - Kiss This Thing Goodbye (ressorti en 1990)
- 1989 - Stone Cold Sober
- 1990 - Nothing Ever Happens
- 1990 - Move Away Jimmy Blue
- 1990 - Spit in The Rain
- 1992 - Always the Last to Know
- 1992 - Be my Downfall
- 1993 - Just Like a Man
- 1993 - When You Were Young
- 1995 - Here and Now
- 1995 - Driving with The Brakes on
- 1995 - Roll to Me
- 1995 - Tell Her This
- 1997 - Not Where It's At
- 1997 - Some Other Sucker's Parade
- 1998 - Don't Come Home Too Soon
- 1998 - Cry to Be Found
- 2002 - Just Before You Leave
- 2020 - Close Your Eyes and Think Of England